# Battaglia di Sark
La battaglia di Sark o alternativamente chiamata anche battaglia di Lochmaben Stone fu combattuta tra gli eserciti scozzesi ed inglesi nell'ottobre del 1448.

## Preludio
Dopo le Guerre d'indipendenza scozzesi, l'Inghilterra e la Scozia continuarono a combattere periodicamente lungo i loro confini. Nel 1448 le ostilità si intensificarono. Henry Percy, figlio del conte di Northumberland, distrusse Dunbar a maggio e in giugno il conte di Salisbury, guardiano delle Marche scozzesi fece lo stesso con Dumfries. In reazione, William Douglas, VIII conte di Douglas radunò una forza con il supporto dei conti di Ormonde, Angus e Orkney, distruggendo Warkworth e Alnwick. Quando gli scozzesi avanzarono ulteriormente nel Cumberland e nel Northumberland, Enrico VI autorizzò i Percy a vendicarsi. 

## Lo scontro
Il palcoscenico della battaglia fu allestito quando, in ottobre, il conte di Northumberland guidò una truppa di 6000 uomini in Scozia, dove si accamparono vicino alla Pietra di Lochmaben. La loro posizione si è rivelata mal scelta, poiché si sono stabiliti in un corso d'acqua tra il fiume Sark e Kirtle. Tra gli scozzesi, Hugh Douglas, conte di Ormonde, radunò una forza di 4000 uomini da Annandale e Nithsdale marciando contro il Northumberland il 23 ottobre 1448. Il conte allora organizzò le sue truppe in tre divisioni, Magnus Reidman, un celebre veterano della Guerra dei cent'anni in Francia comandava un'ala. Sir John Pennington, con un folto gruppo di gallesi ne comandava un'altra. Il grosso delle forze era la centro capeggiato dallo stesso Percy. Ormonde attuò una formazione a specchio, oppose a Magnus, Sir John Wallace di Cragie, e contro Pennington inviò il cavaliere di Carlaverock, chiamato Lord Maxwell, e Sir Adam Johnston con molti gentiluomini dell'entroterra. Ormonde e il suo seguito si opposero a Northumberland al centro. 
Le forze su entrambi i lati contenevano un grande contingente di uomini d'arme corazzati a piastre, alcuni forse a cavallo. All'inizio dello scontro, gli inglesi aprirono il fuoco, colpendo i ranghi scozzesi con le frecce dell'arco lungo inglese. Dopo aver sopportato alcune raffiche, gli scozzesi per evitare che si ripetesse come a Homildon Hill, fecero una avanzata audace. Si dice che Wallace gridò a gran voce, così come fu sentito dai suoi seguaci: "Perché dovremmo stare così fermi per essere feriti da lontano? Seguitemi - disse - e uniamoci nl combattere armi in pugno, dove si vede il vero valore!" Gli scozzesi allora caricarono e a distanza di un braccio, gli inglesi furono pressanti dai colpi di ascia, lancia e alabarda, furono quindi messi in rotta, con Magnus ucciso nella mischia. Quando i loro ranghi si ruppero, furono intrappolati dalla marea crescente del fiume da loro scelto come posizione e dove un gran numero annegò. Furono presi un gran numero di prigionieri tra cui Sir John Pennington, Sir Robert Harrington, e Lord Percy, figlio del conte mentre aiutava suo padre a salire a cavallo riuscendo così a fuggire.

## Vittime
Diverse fonti riportano il numero di scozzesi che hanno perso la vita nello scontro da un minimo di 26  ad un massimo di 600. Il numero di morti inglesi nelle stesse fonti varia da 2000 (1500 uccisi in battaglia, 500 annegati) a 3000 uccisi e annegati. Alla luce della natura della battaglia, 26 vittime per gli scozzesi sembrano troppo basse, data la raffica di frecce e la morte di Wallace e Reidman rispettivi comandanti. Questo non accadrebbe a meno che non ci fosse un impegno abbastanza pesante. Anche un numero maggiore di fonti accademiche sembra preferire i numeri forniti da Pitscottie. 